# Eurybates (Sohn des Teleon)
Eurybates (altgriechisch Εὐρυβάτης Eurybátēs) ist eine Gestalt der griechischen Mythologie.
Er ist laut Herodoros von Herakleia Teilnehmer der Argonautenfahrt. Er starb auf der Rückkehr der Argonauten.